# 胡殷
胡殷（？—25年），中国汉朝更始帝劉玄重臣。
更始二年（24年）二月，更始帝遷都長安时，任命胡殷为尚書，封隨王。更始三年（25年），劉秀属下邓禹和赤眉軍都要西進長安，衛尉張卬对更始諸将说“赤眉军早到达后，我们就会被消灭。不如抢掠长安，向东逃回南阳。事如不成，我们再到江湖中，重新做强盗。”多数将领同意。胡殷和王匡、張卬、廖湛、申屠建、隗嚣一起進言更始帝东逃南陽，更始帝不同意。胡殷和張卬、廖湛计划劫持更始帝，刘玄出皇宫向东投奔駐屯京兆尹新丰的趙萌。張卬加入王匡軍，被更始帝、趙萌、李松反撃。胡殷投降赤眉軍，引导他们攻下長安。同年九月，長安陷落，更始政权滅亡。同年、胡殷、王匡投降光武帝劉秀派遣到关中的尚書宗广，在到洛陽的路上，他们改变心意，打算逃亡河東郡安邑，宗广将胡殷、王匡处死。